# Kommandobro
En kommandobro er den plads fra hvilken et fartøj navigeres og manøvreres. Før i tiden var det oftest en åben bro højst oppe i overbygningen, normalt over hele fartøjets bredde. Fra broen sendtes meddelelser til rorgængeren, som ofte var en etage nede, via talerør, og med maskinrummet via en maskintelegraf. Yderligere har kommandobroen glas hele vejen rundt og rorgængeren er flyttet op på broen.
Broen på et skib kaldes sådan, fordi den før i tiden forbandt de 2 hjulkasser til skovlhjulene på hjuldampere.
| Skib | Spire Denne artikel om skibe eller både er en spire som bør udbygges. Du er velkommen til at hjælpe Wikipedia ved at udvide den. |